# 阿廖加拉
阿廖加拉是立陶宛的城市，位於該國中部的杜比薩河左岸，距離拉塞尼艾31公里，由考那斯縣負責管轄，海拔高度70至80米，面積4.82平方公里，2010年人口3,190。